# Mârghia de Sus
Mârghia de Sus – wieś w Rumunii, w okręgu Ardżesz, w gminie Lunca Corbului. W 2011 roku liczyła 269 mieszkańców.